# Elecciones generales de Kuwait de 1999
Elecciones parlamentarias tuvieron lugar en Kuwait el 4 de julio de 1999. Un total de 288 candidatos se postularon a la elección, en la cual los candidatos progobierno y los opositores seculares  emergieron como los bloques mayoritarios en el parlamento. La participación electoral fue del 83,2%.

## Resultados
| Partido                | Votos  | %   | Escaños | +/– |
| ---------------------- | ------ | --- | ------- | --- |
| Candidatos progobierno |        |     | 14      | -5  |
| Oposición secular      |        |     | 14      | +10 |
| Candidatos sunitas     |        |     | 10      | -6  |
| Independientes         |        |     | 6       | 0   |
| Candidatos chiitas     |        |     | 6       | +1  |
| Votos nulos/en blanco  | –      | –   | –       |     |
| Total                  | 93,996 | 100 | 50      | 0   |
| Fuente: Nohlen et al.  |        |     |         |     |